# عتبة نووية

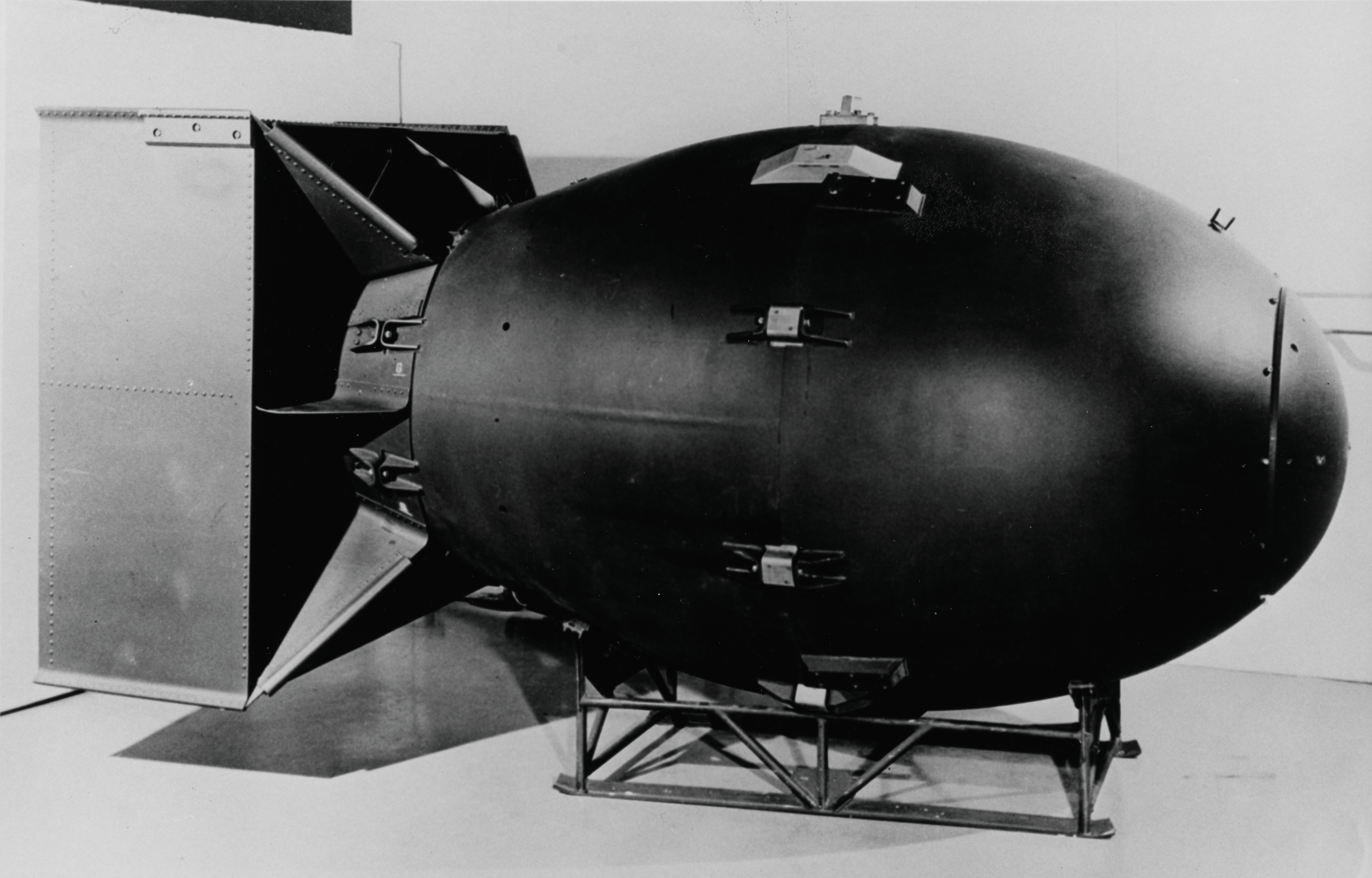

الاستجابة النووية أو دولة على العتبة النووية هي حالة البلد الذي يمتلك التكنولوجيا اللازمة لصنع أسلحة نووية بسرعة دون أن يقوم بذلك بالفعل ولأن مثل هذه القدرة الكامنة غير محظورة بموجب معاهدة عدم انتشار الأسلحة النووية فإن هذا يسمى أحيانا «خيار اليابان» (كعمل حول المعاهدة) حيث تعتبر اليابان دولة «نووية» كونها حالة واضحة حيث انها بلد يتمتع ببراعة بتقنية كاملة لتطوير سلاح نووي بسرعة أو كما يطلق عليه أحيانا «دور مفك واحد» من القنبلة حيث تعتبر اليابان لديها المواد والخبرات والقدرات التقنية لصناعة القنبلة النووية في ساعات.

## القوى الكامنة النووية
هناك العديد من الدول القادرة على إنتاج أسلحة نووية أو على الأقل تخصيب اليورانيوم والبلوتونيوم أبرزها كندا وألمانيا وأستراليا كما تشمل الدول الأخرى المكسيك والأرجنتين وكوريا الجنوبية وجمهورية الصين والكثير من الدول بالإضافة إلى ذلك نجحت جنوب إفريقيا في تطوير أسلحتها النووية بنجاح ولكنها قامت بتفكيكها في عام 1989. في أعقاب اتفاقية خطة العمل الشاملة المشتركة كما اعتبر بعض المحللين بأن إيران دولة نووية.